# Stordjupet
Stordjupet är en fjärd i Finland. Den ligger i landskapet Egentliga Finland, i den sydvästra delen av landet, 160 km väster om huvudstaden Helsingfors.
Stordjupet avgränsas av Yttre Klovaskär i väster, Stora Middagsklobben i norr, Stormåsråsen i öster och Ejsråsen i söder. Den ansluter till Stormåsfjärden i norr och Örö fjärden i öster.